# Gnu-de-cauda-branca
O gnu-de-cauda-branca, ou boi-cavalo-de-cauda-branca  (Connochaetes gnou; em Inglês é uma das duas espécies de gnu. A outra espécie é o Connochaetes taurinus, o gnu-de-cauda-preta. O gnu-de-cauda-branca é uma espécie de gnu que, devido à ação humana, deixou de ser uma espécie migratória.
O Connochaetes gnou é uma das duas estreitamente relacionadas espécies de gnu. É um membro dos género Connochaetes e família Bovidae. Ele foi primeiro descrita em 1780 por Eberhard August Wilhelm von Zimmermann. O gnu-de-cauda-branca tem tipicamente entre 170–220 cm (67-87 dentro) de comprimento cabeça-e-corpo, eo peso médio é de 110–180 kg. Os machos levantar-se para cerca de 111–121 cm (44-48 polegadas), no ombro, enquanto que a altura das fêmeas é 106–116 cm. O gnu-de-cauda-branca é caracterizado pela sua cauda branca, parecida com um rabo de cavalo e longa. Também exibe a cor marrom escuro a preto e pelos longos, de cor escura, entre suas patas dianteiras e sob a sua barriga.
O gnu-de-cauda-branca é herbívoro, e quase toda a dieta consiste em ervas. A água é um requisito essencial. Há três grupos distintos sociais: os efetivos do sexo feminino, os rebanhos de jovens e os touros territoriais. Eles são corredores rápidos, e se comunicar usando uma variedade de comunicação visual e vocal. A época de reprodução principal para o gnu-de-cauda-branca é de fevereiro a abril. A única vitela é geralmente nascem após um período de gestação de cerca de oito meses e meio. O bezerro permanece com sua mãe até sua próxima bezerro nasce um ano depois. O gnu-de-cauda-branca habita planícies, savanas a paisagem arbustiva do Karoo.
As populações naturais de gnus-de-cauda-branca, endêmicas para a parte sul da África, foram quase completamente exterminados no século XIX, devido à sua reputação como pragas e o valor de suas peles e carne. No entanto, a espécie tem sido amplamente reintroduzido a partir de espécimes em cativeiro, tanto em áreas particulares e reservas naturais ao longo de mais de Lesoto, Essuatíni e África do Sul. Também foi introduzida fora de sua escala natural na Namíbia e no Quênia.